# 1924年シャモニー・モンブランオリンピックのフランス選手団
1924年シャモニー・モンブランオリンピックのフランス選手団（1924ねんシャモニー・モンブランオリンピックのフランスせんしゅだん）は、1924年1月25日から2月5日までフランスのシャモニーで開催された1924年シャモニー・モンブランオリンピックのフランス選手団、およびその競技結果。

## 概要
今大会は金メダルと銀メダルはなく、銅メダル3個を獲得した。
カーリングは、フランスチーム・イギリスチーム・スウェーデンチームの3カ国のみで争われた。かつては正式競技とは認められなかったが、2006年に正式競技とされた。

## メダル
| メダル | 選手名 | 競技                 | 種目 |
| ------ | --- | -------------------- | ---- |
| 銅     | アンドレ・ヴァンデル カミーユ・マンドリロン ジョルジュ・ベルゼ モーリス・マンドリロン                                   | ミリタリーパトロール | 男子 |
| 銅     | アンドレ・ジョリー ピエール・ブリュネ                                                                                   | フィギュアスケート   | ペア |
| 銅     | アンリ・アルデベール フェルナン・コーノエ ピエール・カニヴェ ジョルジュ・アンドレ アルマン・ベネディ ロベール・プランク | カーリング           | 男子 |